# San Cristóbal (Azuay)
San Cristóbal ist eine Ortschaft und eine Parroquia rural („ländliches Kirchspiel“) im Kanton Paute der ecuadorianischen Provinz Azuay. Die Parroquia besitzt eine Fläche von 17,17 km². Die Einwohnerzahl lag im Jahr 2010 bei 2412. Die Parroquia wurde am 27. Februar 1860 gegründet.

## Lage
Die Parroquia San Cristóbal liegt am Nordufer des Río Cuenca im Nordosten der Provinz Azuay. Der Ort San Cristóbal befindet sich auf einer Höhe von 2750 m, 10 km südwestlich des Kantonshauptortes Paute sowie 19 km ostnordöstlich der Provinzhauptstadt Cuenca. Im Westen wird das Verwaltungsgebiet vom Río Burgay, ein linker Nebenfluss des Río Cuenca, begrenzt.
Die Parroquia San Cristóbal grenzt im Osten an die Parroquia El Cabo, im Süden an die Parroquias Jadán (Kanton Gualaceo) und Nulti (Kanton Cuenca), im Westen an die Parroquia Llacao (Kanton Cuenca) und an die Parroquia Javier Loyola (Kanton Azogues, Provinz Cañar) sowie im Norden an die Parroquia San Miguel (ebenfalls im Kanton Azogues).